# 洛源郡
洛源郡是北周設置的一個郡，隋代隋文帝開皇初年廢除此郡，其地歸屬瀘州。其轄地在現今四川省瀘州市所屬的瀘縣、江安縣、合江縣一帶地方。